# Hubert Van den Bossche
Hubert Van den Bossche, né en 1874 à Ninove et mort en 1957 à Linkebeek, est un peintre belge.

## Biographie
Hubert Van den Bossche est l'un des fondateurs du groupe artistique Labeur .